# Fritz Wunderlich

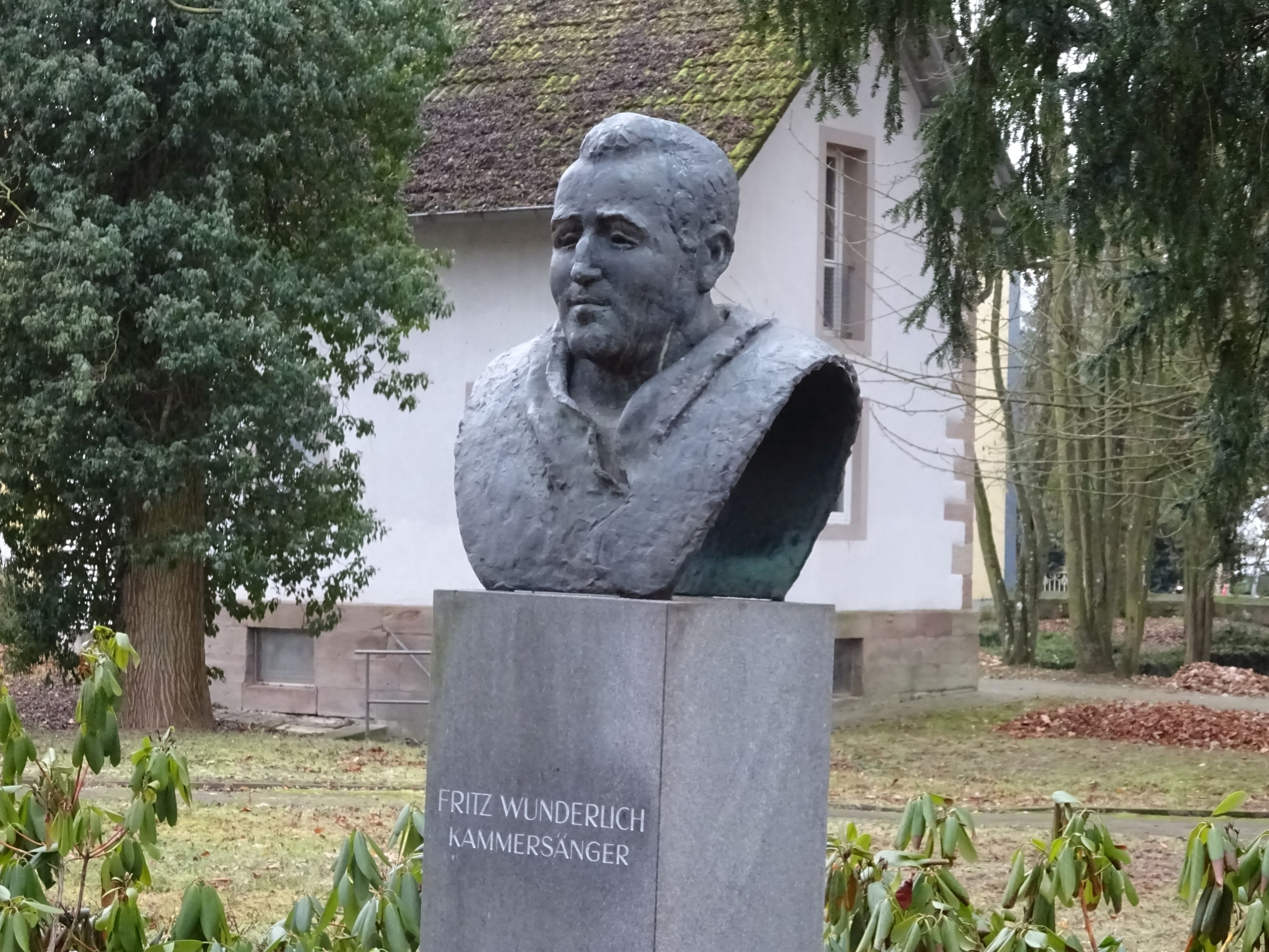
Bronzebüste Fritz Wunderlichs, geschaffen im Jahr 1973 von Erich Koch, im Kuseler Stadtpark Benzinoscher Garten (Foto: 2016)

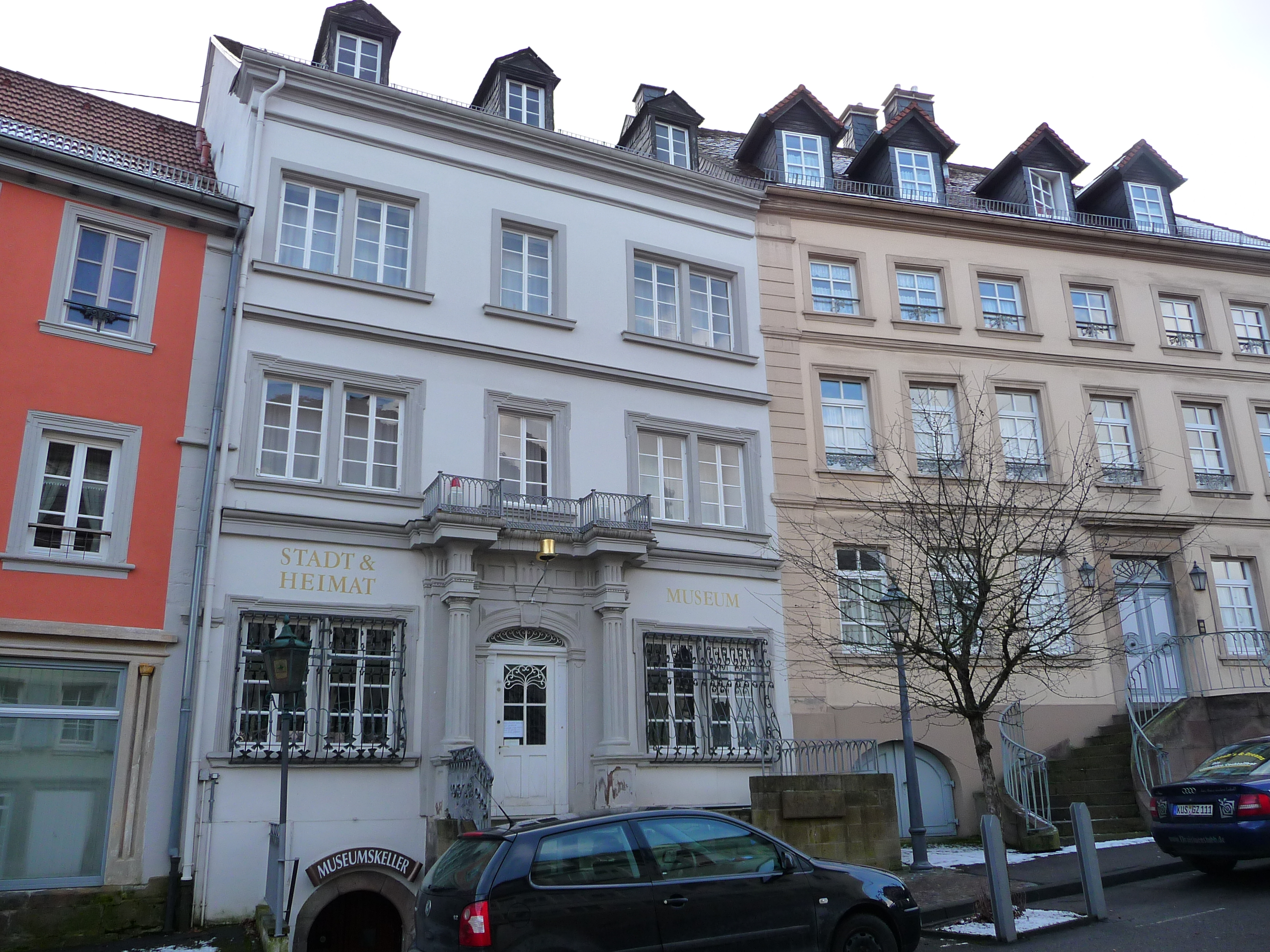
Kusel: Stadtmuseum (mit Fritz-Wunderlich-Zimmer) (2009)

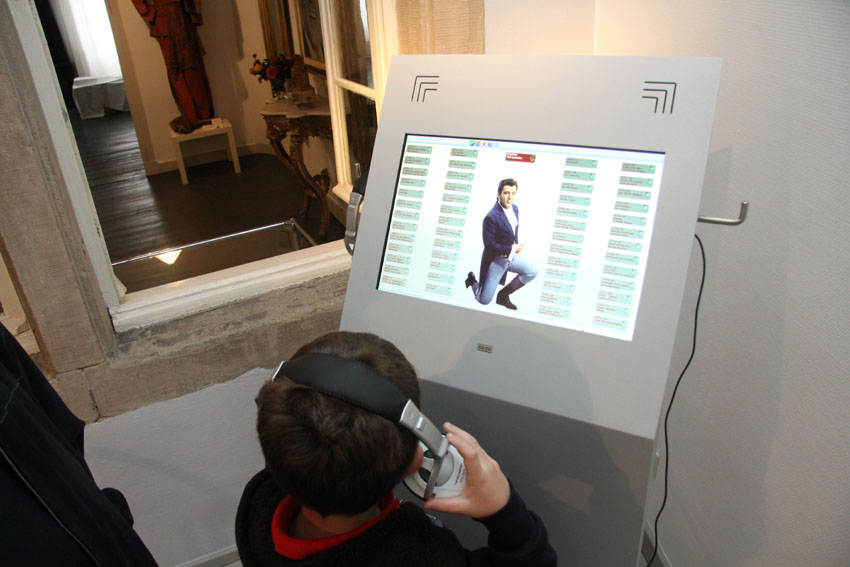
Fritz-Wunderlich-Ausstellung, 2010

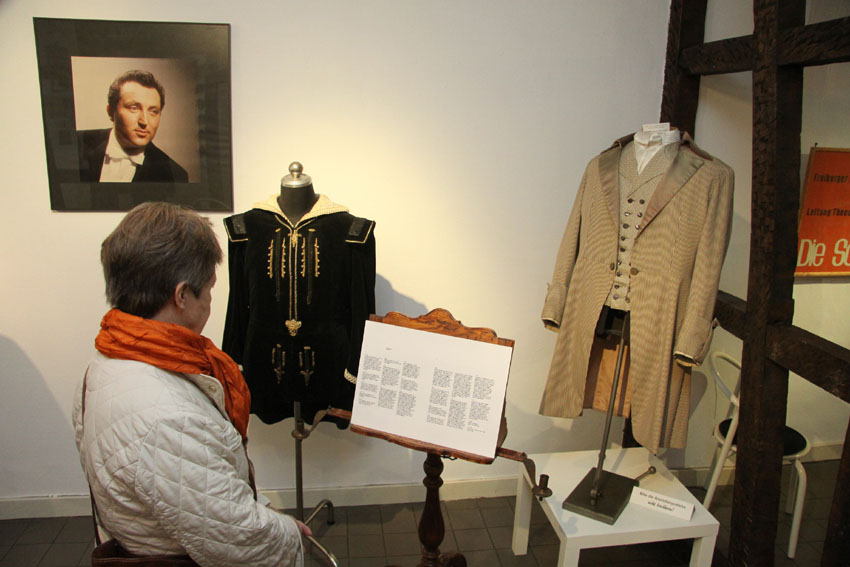
Fritz-Wunderlich-Museum (2010)

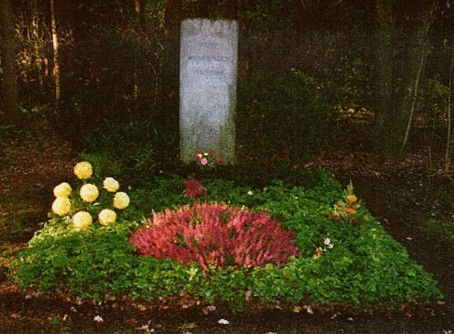
Grabstätte von Fritz Wunderlich (2010)

Friedrich Karl Otto Wunderlich (* 26. September 1930 in Kusel; † 17. September 1966 in Heidelberg) war ein deutscher Opernsänger (lyrischer Tenor).

## Leben

### Familie
Fritz Wunderlich wuchs in einfachen Verhältnissen in Kusel in der Pfalz auf. Sein aus Thüringen stammender Vater Paul war Cellist, Kapellmeister und Chordirigent, seine im Erzgebirge geborene Mutter Anna Violinistin. In Kusel betrieben die Eltern kurzzeitig die Gastwirtschaft Emrichs Bräustübl. Der Vater, mittlerweile wieder musikalisch tätig, wurde von örtlichen Nationalsozialisten um seine Stellung gebracht und litt außerdem an einer schweren Kriegsverletzung. In dieser hoffnungslosen Lage nahm er sich das Leben, als Fritz Wunderlich erst fünf Jahre alt war. Daraufhin verarmte die Familie vollständig. Die Mutter gab Musikunterricht, und schon früh lernte Wunderlich verschiedene Musikinstrumente und begleitete Mutter und Schwester, wenn sie abends zur musikalischen Unterhaltung aufspielten. Später konnte er sich so auch sein Musikstudium  mit Tanzmusik selbst finanzieren.
Im Jahr 1956 heiratete er die Harfenistin Eva Jungnitsch (* 5. Dezember 1934 in Stuttgart; † 20. November 2016 in München). Das Paar wurde Eltern der Kinder Constanze (* 1957), Wolfgang (* 1959) und Barbara (* 1964; † 12. April 2022). Die Familie wohnte zunächst in Stuttgart, später in München.

### Laufbahn
Fritz Wunderlich spielte von Jugend an Unterhaltungsmusik in verschiedenen Gruppen und erhielt ersten Gesangsunterricht in Kaiserslautern. Er studierte von 1950 bis 1955 an der Musikhochschule Freiburg zunächst Horn, später bei Margarethe von Winterfeldt Gesang. Seinen ersten offiziellen Opernauftritt hatte er 1954 bei einer Hochschulaufführung in Freiburg als Tamino in Mozarts Zauberflöte. Daraufhin wurde er schon 1955 an die Württembergische Staatsoper in Stuttgart engagiert. Als er dort – ebenfalls als Tamino – für einen erkrankten Kollegen, den ersten Tenor Josef Traxel, einspringen durfte, weil der eigentlich als Ersatz vorgesehene Wolfgang Windgassen zugunsten des Anfängers verzichtete, wurde er praktisch über Nacht zum Star.
Ab 1959 war er zunächst mit einem Gastvertrag, ab 1960 als festes Ensemblemitglied an der Bayerischen Staatsoper München verpflichtet. Ab 1962 gastierte er an der Wiener Staatsoper, deren Ensemble er ab 1963 bis zu seinem Tod angehörte. Seit 1959 war er regelmäßig Gast der Salzburger Festspiele, Engagements führten ihn unter anderem nach Berlin, Aix-en-Provence, Venedig, Buenos Aires, London, Edinburgh und Mailand.
Von Karl Böhm wurde Wunderlich zu den Salzburger Festspielen eingeladen, wo er 1959 debütierte. Er sang den Henry Morosus in der Oper Die schweigsame Frau von Richard Strauss in einer Inszenierung von Günther Rennert mit den Wiener Philharmonikern und dem Chor der Wiener Staatsoper. Ein Kollege in der Rolle des Barbier war Hermann Prey. Beiden Sängern wurde am 9. März 1962 der Kammersängertitel verliehen.

### Lebensende
Wunderlich war auf dem Höhepunkt seiner Karriere und sollte am 8. Oktober 1966 sein Debüt an der Metropolitan Opera in New York geben. Doch kurz vor seinem 36. Geburtstag stürzte er (durch nicht gebundene Schuhe verursacht) auf einer Treppe im Haus von Heinz Blanc († 1978), Sohn von Heinrich Blanc, in Oberderdingen im Kraichgau und zog sich einen Schädelbruch zu, an dem er am darauffolgenden Tag in einer Klinik in Heidelberg starb. Er wurde in München im Alten Teil des Waldfriedhofs beigesetzt (Grab Nr. 212-W-18).

## Bedeutung
Berühmt wurde Wunderlich durch seine strahlende, klare, über zwei Oktaven ausgeglichene Stimme, die insbesondere seit seiner Zusammenarbeit mit Hubert Giesen einen natürlichen, ungekünstelten Sitz hatte. Außergewöhnlich waren seine sängerische Intensität und sein Vermögen, sich in eine Rolle einzufühlen. Bis heute gilt er als vielleicht größter lyrischer Tenor des 20. Jahrhunderts, mit Sicherheit aber als einer der bedeutendsten deutschen Sänger. Luciano Pavarotti antwortete, als er bei einem Interview im Jahre 1990 gefragt wurde, wer für ihn der am meisten herausragende Tenor der Geschichte sei: „Fritz Wunderlich.“ Im Begleitheft zur Doppel-CD Fritz Wunderlich – The 50 Greatest Tracks von 2016 sind Zitate prominenter Künstler zu Fritz Wunderlich abgedruckt, von Nicolai Gedda, Peter Schreier, Plácido Domingo und Rolando Villazón bis hin zu Anneliese Rothenberger, Brigitte Fassbaender und Christa Ludwig. Sie alle zollen ihm höchste Bewunderung. So sagt etwa Bariton Thomas Hampson: „Fritz Wunderlichs Leben war eine einmalige Kombination aus Begabung, Lebenslust, Energie und Ehrgeiz… Er ist der Beweis dafür, welchen Grad an Perfektion ein Sänger erreichen kann.“
Einige von Wunderlichs berühmtesten Rollen waren der Tamino in Mozarts Zauberflöte, der Belmonte in Die Entführung aus dem Serail, der Almaviva in Rossinis Der Barbier von Sevilla und der Henry in Die schweigsame Frau von Richard Strauss. Als bedeutendster Mozartsänger seiner Zeit setzte er neue Maßstäbe, die bis heute noch Gültigkeit haben. In Stuttgart und bei den Schwetzinger Festspielen wirkte er auch an Uraufführungen moderner Opern mit (z. B. Der Revisor von Werner Egk). Erwähnenswert sind auch sein Lenski in Tschaikowskis Eugen Onegin sowie seine herausragende, für einen jungen Sänger ungewöhnlich reife Interpretation des Palestrina in der gleichnamigen Oper von Hans Pfitzner. Nicht zu vergessen ist auch sein Hans in Smetanas Die verkaufte Braut. Neben der Oper umfasste sein großes Repertoire auch die Tenorpartien der großen Oratorien, Operetten (hier einige Gesamtaufnahmen unter Franz Marszalek), Lieder und Unterhaltungsmusik. Wunderlichs Lied-Interpretationen (u. a. Schubert, Schumann) mit seinem Mentor Hubert Giesen als Begleiter finden auch heute noch einhellige Bewunderung. Seine Leistungen sind auf zahlreichen Rundfunkaufnahmen (v. a. des SWF, des WDR, des SDR und des BR) und Schallplatten dokumentiert, die auch Jahrzehnte nach seinem Unfalltod immer wieder neu veröffentlicht werden.
Ulrich Tukur sagt über Wunderlich: „Er hatte die schönste und reinste Stimme, die es je gab, ein göttliches Talent.“ Der Tenor Jay Alexander bezeichnet ihn als seinen Lieblingssänger.
Freundschaftlich verbunden war er mit dem Bariton Hermann Prey, der oft mit ihm auf der Bühne stand. Einen väterlichen Freund fand Wunderlich, der seinen eigenen Vater in jungen Jahren verloren hatte, in dem Bassisten Gottlob Frick, in dessen Haus er immer wieder zu Gast war. Mit Frick ging er dem gemeinsamen Hobby, der Jagd, nach.
Seine Heimatverbundenheit zeigte Wunderlich mit dem von ihm im Alter von 20 Jahren getexteten und vertonten Kusellied, das er im Juni 1963 bei einem Auftritt in Robert Lembkes Rateshow Was bin ich? vorstellte und das seither quasi die Kuseler „Nationalhymne“ geworden ist.
Als Hommage an den Künstler wählte das österreichische Show-Ensemble den Namen Die Herren Wunderlich.

## Diskografie
Die Diskografie Wunderlichs umfasst hunderte Werke aus Oper, Operette, Oratorium, Lied und Unterhaltungsmusik.
Neuere Veröffentlichungen
- Fritz Wunderlich – Great Singers Live. CD, BR-KLASSIK 2016.
- Fritz Wunderlich – The 50 Greatest Tracks. 2 CD, Deutsche Grammophon 2016.
- Fritz Wunderlich – Complete Studio Recordings on Deutsche Grammophon. 32 CD, 120-seitiges Begleitheft, Deutsche Grammophon 2016.
- Der unvergessene Fritz Wunderlich. Deluxe-Edition zum 80. Geburtstag, 6 CD, 1 Single, 120-seitiges Begleitbuch, Deutsche Grammophon 2010.
- Fritz Wunderlich – Live on Stage. CD, Deutsche Grammophon 2010.
- Fritz Wunderlich – Das Beste. 2 CD, RCA 2010.
- Fritz Wunderlich – A Poet among Tenors. 6 CD, EMI 2010.
- Fritz Wunderlich singt Mozart. CD, Deutsche Grammophon 2010.
- Fritz Wunderlich – Eine Stimme, eine Legende. 10 CD, Membran 2010.
- Fritz Wunderlich – Und es blitzten die Sterne. CD, Deutsche Grammophon 2009.
- Fritz Wunderlich – Sacred Arias. CD, Deutsche Grammophon 2007.
- Eine Weihnachtsmusik mit Fritz Wunderlich, Hermann Prey, Will Quadflieg. CD, Polydor (Universal) 2007.
- Fritz Wunderlich – Die Frühen Jahre 1956–58. CD, Sony BMG 2007.
- Wunderlich populär. CD, Polydor 2007.
- Fritz Wunderlich – Leben und Legende. DVD zum 40. Todestag, Univ.Music / DG 2006.
- Wunderlich privat. CD, Deutsche Grammophon 2006.
- Wunderlich in Wien (Orchester der Wiener Volksoper, Leitung: Robert Stolz). CD, Polydor 2005.
- The Magic of Wunderlich. 2 CD und DVD, Deutsche Grammophon 2005.
- The Art of Fritz Wunderlich. 7 CD, Deutsche Grammophon 2005.
- Der letzte Liederabend. CD, Deutsche Grammophon 2003.

Mitwirkung in Opern und Oratorien
- Johann Sebastian Bach: Weihnachtsoratorium, mit Fritz Wunderlich, Franz Crass, Gundula Janowitz, Christa Ludwig: Münchner Bach-Orchester, Dir. Karl Richter. 3 CDs, Archiv 1965
- Johann Sebastian Bach: Johannes-Passion, mit Fritz Wunderlich, Josef Traxel, Dietrich Fischer-Dieskau, Karl Christian Kohn, Elisabeth Grümmer, Christa Ludwig; Berliner Sinfoniker, Dir. Karl Foster. Doppel-CD, EMI 1962
- Alban Berg: Wozzeck, mit Fritz Wunderlich, Dietrich Fischer-Dieskau, Evelyn Lear, Josef Greindl; Orchester der Deutschen Oper Berlin, Dir. Karl Böhm. Doppel-CD, DGG 1964
- Georg Friedrich Händel: Alcina, mit Fritz Wunderlich (Ruggiero), Joan Sutherland (Alcina); Kölner Rundfunkchor, Cappella Coloniensis, Dirigent Ferdinand Leitner. Live-Aufnahme des WDR vom 15. Mai 1959. Deutsche Grammophon 2008
- Joseph Haydn: Die Jahreszeiten, mit Fritz Wunderlich, Kieth Engen, Agnes Giebel; Südfunkchor, Radio-Sinfonieorchester Stuttgart, Dir. Hans Müller-Kray, 2 CD, Andromeda 2010
- Joseph Haydn: Die Schöpfung, mit Gundula Janowitz, Fritz Wunderlich & Werner Krenn, Walter Berry, Dietrich Fischer-Dieskau, Christa Ludwig; Wiener Singverein, Berliner Philharmoniker, Dir. Herbert von Karajan, 2 CD, DGG 1966, 1968, 1969
- Gustav Mahler: Das Lied von der Erde, mit Christa Ludwig, Fritz Wunderlich; Philharmonia & New Philharmonia Orchestra, Dir. Otto Klemperer, CD, EMI, 1967
- Gustav Mahler: Das Lied von der Erde, mit Dietrich Fischer-Dieskau, Fritz Wunderlich, Bamberger Symphoniker, Dir. Joseph Keilberth, EMI, 1964
- Wolfgang Amadeus Mozart: Die Entführung aus dem Serail, Gesamtaufnahme aus dem Jahre 1966 mit Erika Köth, Lotte Schädle, Fritz Wunderlich, Friedrich Lenz, Kurt Böhme; Chor und Orchester der Bayerischen Staatsoper München, Dir. Eugen Jochum, 2 CD, DGG
- Wolfgang Amadeus Mozart: Don Giovanni, Premierenmitschnitt (Köln 1960). 3 CD, mit Fritz Wunderlich, Hermann Prey, Elisabeth Grümmer, Edith Mathis, Hildegard Hillebrecht, Franz Crass, Georg Stern, Hans-Georg Knoblich; Gürzenich-Orchester Kölner Philharmoniker, Dir. Wolfgang Sawallisch. Deutsche Grammophon 2009
- Wolfgang Amadeus Mozart: Die Zauberflöte, Gesamtaufnahme aus dem Jahre 1964 mit Franz Crass, Roberta Peters, Evelyn Lear, Fritz Wunderlich, Dietrich Fischer-Dieskau, Lisa Otto, Friedrich Lenz u. a.; RIAS-Kammerchor, Berliner Philharmoniker, Dir. Karl Böhm, 3 CD (+ Der Schauspieldirektor), DGG
- Wolfgang Amadeus Mozart: Zaide, Gesamtaufnahme aus dem Jahre 1956 mit Maria Stader, Fritz Wunderlich, Petre Munteanu; RSO Stuttgart, Dir. Alfons Rischner, OPERA D’ORO 2007
- Carl Orff: Ödipus der Tyrann, mit Fritz Wunderlich, Gerhard Stolze, Willi Domgraf-Fassbaender, Hans Baur, Astrid Varnay, Hubert Buchta; Chor der Württembergischen Staatsoper, Wiener Philharmoniker, Dir. Ferdinand Leitner, 2 CD, Myto 2010
- Giacomo Puccini: La Bohème (deutsch), mit Dietrich Fischer-Dieskau, Gottlob Frick, Anneliese Rothenberger, Ruthe Margeret Püt;, Berliner Sinfoniker, Dir. Berislav Klobucar, EMI 1963
- Franz Schmidt: Das Buch mit sieben Siegeln, mit Fritz Wunderlich, Hilde Güden, Ira Malaniuk, Anton Dermota, Walter Berry; Wiener Singverein, Wiener Philharmoniker, Dir. Dimitri Mitropoulos, 2 CD, Andromeda u. Sony  2010
- Franz Schubert: Die schöne Müllerin, Fritz Wunderlich, Hubert Giesen, CD, DGG 1966 (+ Die Forelle, Frühlingsglaube, Heidenröslein)
- Franz Schubert: Die schöne Müllerin, Fritz Wunderlich, Kurt Heinz Stolze; CD, Andromeda 2010
- Robert Schumann: Dichterliebe – Ludwig van Beethoven: Zärtliche Liebe, Adelaide, Resignation, Der Kuss – Franz Schubert: 9 Lieder – Fritz Wunderlich, Hubert Giesen – CD, Deutsche Grammophon 1966
- Richard Strauss: Daphne, mit Fritz Wunderlich, Hilde Gülden, James King; Wiener Symphoniker, Dir. Karl Böhm. Doppel-CD, Deutsche Grammophon 1964
- Richard Strauss: Die schweigsame Frau, mit Fritz Wunderlich, Hans Hotter, Hermann Prey, Hilde Gülden; Wiener Philharmoniker, Dir. Karl Böhm, 1959
- Richard Strauss: Die schweigsame Frau (Szenen), mit Fritz Wunderlich, Hans Hotter, Hermann Prey, Ingeborg Hallstein; Symphonieorchester des Bayerischen Rundfunks, Dir. Heinz Wallberg, 1960
- Richard Strauss: Der Rosenkavalier, mit Fritz Wunderlich, Claire Watson, Kurt Böhme, Hertha Töpper, Gerhard Stolze, Brigitte Fassbaender; Bayerisches Staatsorchester, Dir. Joseph Keilberth. 3 CDs, Orfeo 1965
- Richard Strauss: Capriccio, mit Fritz Wunderlich, Paul Schöffler, Hilde Gülden, James King; Wiener Symphoniker, Dir. Karl Böhm. Doppel-CD, Deutsche Grammophon 1965
- Igor Strawinsky: Perséphone, Fritz Wunderlich und die Schauspielerin Doris Schade in Strawinskys selten aufgeführtem lyrischen Melodram – Live-Aufnahme von einem Konzert des Hessischen Rundfunks aus dem Jahre 1960, mit Fritz Wunderlich, Doris Schade; Sinfonie-Orchester des Hessischen Rundfunks, Chor des Süddeutschen Rundfunks, Schwanheimer Kinderchor, Chor des Hessischen Rundfunks, Dir. Dean Dixon, 2011
- Giuseppe Verdi: Messa da Requiem. Doppel-CD, Deutsche Grammophon, mit Maria Stader, Marga Höffgen und Gottlob Frick, Dir. Hans Müller-Kray, 2008
- Richard Wagner: Der fliegende Holländer, mit Dietrich Fischer-Dieskau, Gottlob Frick, Marianne Schech, Sieglinde Wagner, Rudolf Schock; Staatskapelle Berlin, Dir. Franz Konwitschny. Doppel-CD, Eterna-Selection 1962
- Richard Wagner: Tannhäuser, mit Hans Hopf, Dietrich Fischer Dieskau, Elisabeth Grümmer, Marianne Schech; Staatskapelle Dresden, Dirigent: Franz Konwitschny, EMI, 3 CDs 1961.

## Auszeichnungen
- Ehrentitel Bayerischer Kammersänger[8]
- Grammy
  - 1966: in der Kategorie „Best Opera Recording“ (Berg: Wozzeck) (mit Dietrich Fischer-Dieskau, Evelyn Lear und dem Orchester der Deutschen Oper)

## Dokumentarfilme
- Fritz Wunderlich – Leben und Legende. Dokumentarfilm, Deutschland, Österreich, 2006, 58 Min., Buch und Regie: Thomas Voigt, Barbara und Wolfgang Wunderlich, Produktion: Wunderlich Medien, Loopfilm, SWR, BR, arte, Erstsendung: 25. September 2006 bei arte.

- Geboren in Kusel. Fritz Wunderlich. Dokumentarfilm, Deutschland, 1977, 43 Min., Buch und Regie: Alexander Wischnewski, Produktion: Südwestfunk, Inhaltsangabe von ARD.

## Hörbeispiele
- Youtube: Playlist Fritz Wunderlich
- Die Kunst der Meister (Pfitzner: Palestrina 1964 live / Dirigent: Robert Heger mit Otto Wiener; MP3-Datei; 705 kB)